# Encaste Gamero-Cívico
Gamero-Cívico es un tipo de encaste derivado del Encaste Parladé procedente de la Casta Vistahermosa. Por las particularidades genéticas, registradas por el Ministerio del Interior de España, figura dentro del Libro Genealógico de la Raza Bovina de Lidia, dependiente del Ministerio de Agricultura.
Su nombre se debe a la ganadería brava que estaba en propiedad de Luis Gamero Cívico, que en 1914 creó su vacada a partir de las compras de reses a Fernando Parladé.

## Historia
Fernando Parladé comenzó su ganadería en 1904, formada por la mitad de la vacada de Eduardo Ibarra. 10 años después, en 1914 Luis Gamero Cívico, nacido en Sevilla, le compra el grueso de la ganadería a Fernando Parladé, compuesto por una punta de reses. Siete años después, tras la muerte de Luis Gamero en 1921, dividieron la ganadería en cuatro lotes, uno para cada hermano: Luis, Manuel, José y Juana. En 1925 sus herederos venden la ganadería a cuatro propietarios nuevos.
Los Gamero-Cívico se reservaron una pequeña porción la cual llegó a formar parte de Torrestrella.
Este encaste se puede dividir en tres líneas: la primera correspondiente a Samuel Flores y la principal del encaste, y las otras dos son las correspondientes a la línea Clairac y línea Guardiola Soto (Murteira Grave).

## Características

### Morfología

#### Cornamenta
Suelen frecuentar los ejemplares con grandes cornamentas, abiertas, veletas, acapachadas, astifinas y gruesas de cepa. 

#### Pelaje
En su pelaje frecuentan los negros, colorados y los castaños, y como accidentales salen el listón y el chorreado. 

#### Cuerpo
Son toros bajo de agujas, de talla media, de poco peso y extremidades cortas.

## Ganaderías relacionadas
En el año 2009 había 25 ganaderías de encaste Gamero-Cívico, que sumaban 2167 vacas reproductoras y 117 sementales, entre ellas se encuentran las siguientes ganaderías:
- Samuel Flores[11][12][13]
- El Pizarral[14][15]
- Clairac[16][17]
- Arauz de Robles[18][19]
- Ave Maria[20][21]
- Murteira Grave[22][23]
- Santa Teresa[24][25]